# Arboretum

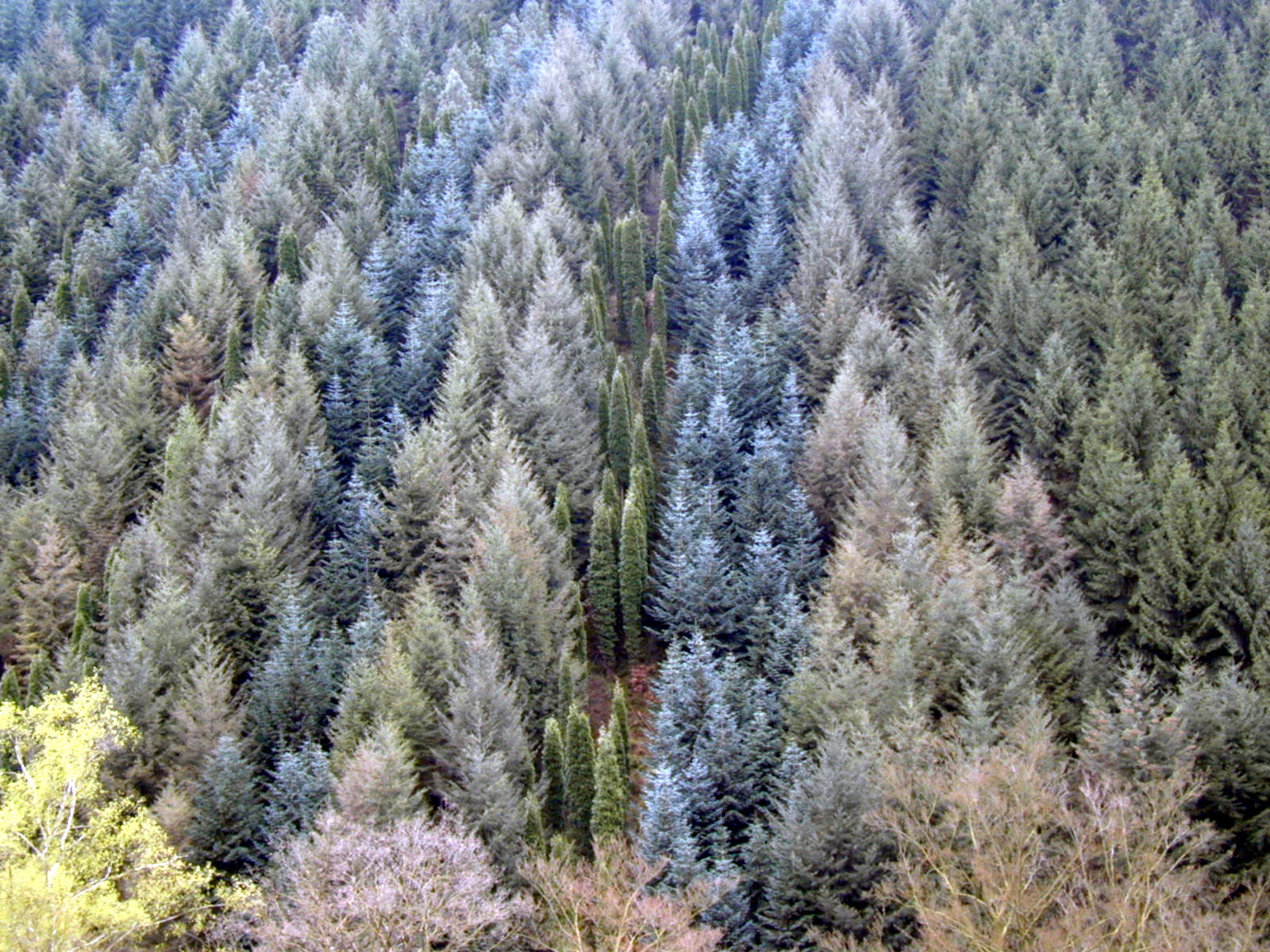
Arboretum Burgholz

Arboretum (lat. arbor = strom) je sbírka živých dřevin – dendrologická zahrada, resp. zvláštní botanická zahrada specializující se na výzkum a pěstění dřevin. Mívá buď parkovou úpravu, nebo může být výsadba prováděna podobně, jako je tomu u zakládaných lesních porostů, např. u arboret sloužících k výzkumným lesnickým účelům. Arboretum může být specializované na jednotlivé rody (čeledi apod.), na dřeviny určitého území nebo může být všeobecné, zaměřené na všechny dřeviny bez rozdílu. Arboreta vědeckovýzkumná kladou důraz především na přesný původ rostlin, jejich dokonalou evidenci, pravidelné sledování a vyhodnocování. Arboreta okrasného typu kladou důraz především na zahradní architekturu a jsou odborně méně náročná. Velmi rozšířená jsou arboreta při různých odborných školách: zde slouží jako didaktická pomůcka při výuce a poznávání cizích druhů.

## Historie
Termín arboretum byl poprvé použit Johnem Claudiem Loudonem v anglické publikaci Gardener's Magazine, ale samotná koncepce existovala již dávno předtím. Prvním arboretem bylo arboretum Trsteno blízko Dubrovníku v Chorvatsku.[zdroj?] Datum jeho založení není známo, ale ví se, že existovalo již v roce 1492, kdy byl pro jeho zavlažování vybudován akvadukt, který se dosud používá.[zdroj?]
Tradice zakládání arboret spadá asi do období renesance. Tou dobou se začaly v zámeckých parcích objevovat první exotické druhy dřevin a jejich sbírky se postupně rychle rozšiřovaly. Z těchto sbírek se však jen málokteré dochovaly do dnešních dob. Většina současných arboret vznikla v 19. nebo 20. století.

## Seznam významných českých arboret
(V závorce je uveden okres.)
- Americká zahrada (Klatovy)
- Arboretum Bukovina (Semily)
- Arboretum Borotín (Blansko)
- Arboretum Bílá Lhota (Olomouc)[2]
- Arboretum ČZU v Kostelci nad Černými lesy
- Arboretum Lesnické školy v Písku
- Arboretum Šmelcovna Boskovice (Blansko) [3]
- Arboretum Děčín-Libverda (Děčín)
- Arboretum Sofronka, Plzeň-Bolevec (Plzeň)
- Arboretum Střední lesnické školy v Hranicích (Přerov) [4]
- Arboretum Vysoké Chvojno (Pardubice)
- Botanická zahrada a arboretum Mendelovy zemědělské a lesnické univerzity v Brně (Brno)
- Arboretum Habrůvka (Blansko)
- Arboretum Pardubice (Pardubice)[5]
- Arboretum Řícmanice (Brno-venkov)
- Arboretum Křtiny (Blansko)
- Hvězdárna a arboretum Ondřejov (Praha-východ)[6]
- Královská obora (Praha 7)
- Arboretum Nový Dvůr (Opava)[7]
- Dendrologická zahrada Průhonice (Praha-západ)
- Zámecký park Průhonice (Praha-západ)
- Arboretum Žampach (Ústí nad Orlicí) [8]
- miniarboretum Albrechtův vrch (Praha)

## Arboreta v zahraničí
- Arboretum Burgholtz (Německo)
- Arboretum Mlyňany (Slovensko)

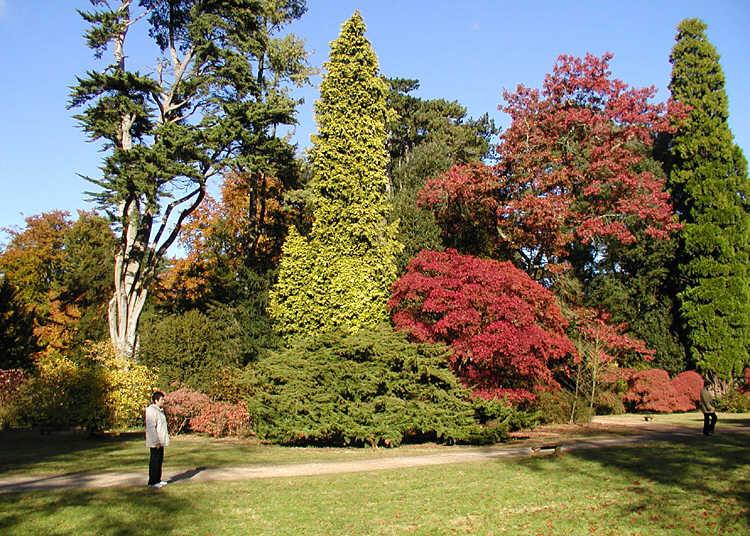
Westonbirt Arboretum v podzimních barvách

- Westonbirt Arboretum (Velká Británie)
- Udhagamandalam (Ooty) Arboretum (Indie)
- Abney Park Arboretum, London (Velká Británie)
- Kew Gardens, London (Velká Británie)